# Troisième circonscription du Cher
La troisième circonscription du Cher est l'une des trois circonscriptions législatives françaises que compte le département du Cher (18) situé en région Centre-Val de Loire.

## Description géographique et démographique

### De 1958 à 1986
La troisième circonscription du Cher était composée de :
- Canton de Baugy
- Canton de Charenton-du-Cher
- Canton de Châteauneuf-sur-Cher
- Canton de Châteaumeillant
- Canton du Châtelet
- Canton de Dun-sur-Auron
- Canton de La Guerche-sur-l'Aubois
- Canton de Nérondes
- Canton de Saint-Amand-Montrond
- Canton de Sancergues
- Canton de Sancoins
- Canton de Saulzais-le-Potier

Source : Journal Officiel du 14-15 Octobre 1958.

### Depuis 1988
La troisième circonscription du Cher est délimitée par le découpage électoral de la loi no 86-1197 du 24 novembre 1986
, elle regroupe les divisions administratives suivantes :
- Canton de Baugy,
- Canton de Bourges-3,
- Canton de Charenton-du-Cher,
- Canton de Châteaumeillant,
- Canton de Châteauneuf-sur-Cher,
- Canton du Châtelet,
- Canton de Dun-sur-Auron,
- Canton de La Guerche-sur-l'Aubois,
- Canton de Levet,
- Canton de Lignières,
- Canton de Nérondes,
- Canton de Saint-Amand-Montrond,
- Canton de Sancergues,
- Canton de Sancoins,
- Canton de Saulzais-le-Potier.

D'après le recensement général de la population en 1999, réalisé par l'Institut national de la statistique et des études économiques (INSEE), la population totale de cette circonscription est estimée à 114073 habitants,.
La circonscription n'est pas modifiée par le redécoupage électoral de 2010.

## Historique des députations
| Législature | Début de mandat | Fin de mandat  | Député           | Parti politique   | Observations |
| ----------- | --------------- | -------------- | ---------------- | ----------------- | --- |
| Ire         | 9 décembre 1958 | 9 octobre 1962 | Ferdinand Roques | UNR               | Mandat écourté à la suite d'une dissolution parlementaire décidée par Charles de Gaulle. |
| IIe         | 6 décembre 1962 | 2 avril 1967   | Ferdinand Roques | UNR               | |
| IIIe        | 3 avril 1967    | 30 mai 1968    | Laurent Bilbeau  | PCF               | Mandat écourté à la suite d'une dissolution parlementaire décidée par Charles de Gaulle. |
| IVe         | 11 juillet 1968 | 1er avril 1973 | Maurice Papon    | UDR               | |
| Ve          | 2 avril 1973    | 2 avril 1978   | Maurice Papon    | UDR               | |
| VIe         | 3 avril 1978    | 22 mai 1981    | Maurice Papon    | RPR               | Remplacé par René Dubreuil (RPR) à partir du 6 mai 1978 à la suite de sa nomination au gouvernement. Mandat écourté à la suite d'une dissolution parlementaire décidée par François Mitterrand. |
| VIIe        | 2 juillet 1981  | 1er avril 1986 | Berthe Fiévet    | PS                | |
| VIIIe       | 2 avril 1986    | 14 mai 1988    | Aucun            | Aucun             | Proportionnelle par département, pas de député par circonscription. Mandat écourté à la suite d'une dissolution parlementaire décidée par François Mitterrand.                                  |
| IXe         | 23 juin 1988    | 1er avril 1993 | Alain Calmat     | app. PS           | |
| Xe          | 2 avril 1993    | 21 avril 1997  | Serge Lepeltier, | RPR,              | Mandat écourté à la suite d'une dissolution parlementaire décidée par Jacques Chirac. |
| XIe         | 12 juin 1997    | 18 juin 2002   | Yann Galut,      | PS,               | |
| XIIe        | 19 juin 2002    | 19 juin 2007   | Louis Cosyns,    | UMP,              | |
| XIIIe       | 20 juin 2007    | 19 juin 2012   | Louis Cosyns     | UMP               | |
| XIVe        | 20 juin 2012    | 20 juin 2017   | Yann Galut       | PS                | |
| XVe         | 21 juin 2017    | 21 juin 2022   | Loïc Kervran     | LREM              | |
| XVIe        | 22 juin 2022    | 9 juin 2024    | Loïc Kervran     | Horizons-Ensemble | Mandat écourté à la suite d'une dissolution parlementaire décidée par Emmanuel Macron. |

## Historique des élections

### Élections de 1958
| Candidat       | Candidat                   | Parti          | Premier tour | Premier tour | Second tour | Second tour |  |
| Candidat       | Candidat                   | Parti          | Voix         | %            | Voix        | %           |  |
| -------------- | -------------------------- | -------------- | ------------ | ------------ | ----------- | ----------- |  |
|                | Ferdinand Roques élu       | UNR            | 11 725       | 27,15        | 27 458      | 63,07       |  |
|                | René Mariat                | PCF            | 11 272       | 26,1         | 16 075      | 36,93       |  |
|                | Raymond Lainé              | CNIP           | 7 001        | 16,21        | Retrait     | Retrait     |  |
|                | Jean-Louis Febvre          | UFF            | 5 483        | 12,7         | Retrait     | Retrait     |  |
|                | Georges Mallet de Vandègre | SFIO           | 4 936        | 11,43        | Retrait     | Retrait     |  |
|                | René Charles               | Extrême droite | 2 764        | 6,4          | Retrait     | Retrait     |  |
|                |                            |                |              |              |             |             |  |
| Inscrits       | Inscrits                   | Inscrits       | 60 799       | 100,00       | 60 770      | 100,00      |  |
| Abstentions    | Abstentions                | Abstentions    | 16 644       | 27,38        | 15 983      | 26,3        |  |
| Votants        | Votants                    | Votants        | 44 155       | 72,62        | 44 787      | 73,7        |  |
| Blancs et nuls | Blancs et nuls             | Blancs et nuls | 974          | 2,21         | 1 254       | 2,8         |  |
| Exprimés       | Exprimés                   | Exprimés       | 43 181       | 97,79        | 43 533      | 97,2        |  |

Maurice Cherrier, conseiller général du canton de Baugy, maire de Bengy-sur-Craon était le suppléant de Ferdinand Roques.

### Élections de 1962
| Candidat       | Candidat                       | Parti          | Premier tour | Premier tour | Second tour | Second tour |  |
| Candidat       | Candidat                       | Parti          | Voix         | %            | Voix        | %           |  |
| -------------- | ------------------------------ | -------------- | ------------ | ------------ | ----------- | ----------- |  |
|                | Ferdinand Roques sortant réélu | UNR-UDT        | 13 289       | 36,26        | 20 351      | 52,67       |  |
|                | René Mariat                    | PCF            | 11 972       | 26,1         | 18 291      | 47,33       |  |
|                | Jean-Marie Duron               | Radsoc         | 7 908        | 21,58        | Retrait     | Retrait     |  |
|                | Raymond Lainé                  | CNIP           | 3 479        | 9,49         | Retrait     | Retrait     |  |
|                |                                |                |              |              |             |             |  |
| Inscrits       | Inscrits                       | Inscrits       | 59 520       | 100,00       | 59 476      | 100,00      |  |
| Abstentions    | Abstentions                    | Abstentions    | 21 891       | 36,78        | 18 758      | 31,54       |  |
| Votants        | Votants                        | Votants        | 37 629       | 63,22        | 40 718      | 68,46       |  |
| Blancs et nuls | Blancs et nuls                 | Blancs et nuls | 981          | 2,61         | 2 076       | 5,1         |  |
| Exprimés       | Exprimés                       | Exprimés       | 36 648       | 97,39        | 38 642      | 94,9        |  |

Maurice Cherrier était le suppléant de Ferdinand Roques.

### Élections de 1967
| Candidat       | Candidat                 | Parti          | Premier tour | Premier tour | Second tour | Second tour |  |
| Candidat       | Candidat                 | Parti          | Voix         | %            | Voix        | %           |  |
| -------------- | ------------------------ | -------------- | ------------ | ------------ | ----------- | ----------- |  |
|                | Ferdinand Roques sortant | UD-Ve          | 16 915       | 39,06        | 21 647      | 49,78       |  |
|                | Laurent Bilbeau élu      | PCF            | 14 299       | 33,02        | 21 835      | 50,22       |  |
|                | Roger Fajardie           | FGDS (SFIO)    | 4 967        | 11,47        |             |             |  |
|                | François Butéri          | Modérés        | 4 642        | 10,72        |             |             |  |
|                | Georges Perrin           | Modérés        | 2 481        | 5,73         |             |             |  |
|                |                          |                |              |              |             |             |  |
| Inscrits       | Inscrits                 | Inscrits       | 57 438       | 100,00       | 57 417      | 100,00      |  |
| Abstentions    | Abstentions              | Abstentions    | 13 158       | 22,91        | 12 363      | 21,53       |  |
| Votants        | Votants                  | Votants        | 44 280       | 77,09        | 45 054      | 78,47       |  |
| Blancs et nuls | Blancs et nuls           | Blancs et nuls | 976          | 2,2          | 1 572       | 3,49        |  |
| Exprimés       | Exprimés                 | Exprimés       | 43 304       | 97,8         | 43 482      | 96,51       |  |

Le suppléant de Laurent Bilbeau était René Beuchon, cultivateur à Dampierre-en-Crot .

### Élections de 1968
| Candidat       | Candidat                | Parti                     | Premier tour | Premier tour | Second tour | Second tour |  |
| Candidat       | Candidat                | Parti                     | Voix         | %            | Voix        | %           |  |
| -------------- | ----------------------- | ------------------------- | ------------ | ------------ | ----------- | ----------- |  |
|                | Maurice Papon élu       | UDR (URP)                 | 19 601       | 44,75        | 23 829      | 53,44       |  |
|                | Laurent Bilbeau sortant | PCF                       | 17 034       | 38,89        | 20 763      | 46,56       |  |
|                | Michel Blanchard        | Divers droite (Gaulliste) | 3 773        | 8,61         |             |             |  |
|                | Jean-Pierre Harris      | FGDS (CIR)                | 3 391        | 7,74         |             |             |  |
|                |                         |                           |              |              |             |             |  |
| Inscrits       | Inscrits                | Inscrits                  | 56 758       | 100,00       | 56 742      | 100,00      |  |
| Abstentions    | Abstentions             | Abstentions               | 12 009       | 21,16        | 11 132      | 19,62       |  |
| Votants        | Votants                 | Votants                   | 44 749       | 78,84        | 45 610      | 80,38       |  |
| Blancs et nuls | Blancs et nuls          | Blancs et nuls            | 950          | 2,12         | 1 018       | 2,23        |  |
| Exprimés       | Exprimés                | Exprimés                  | 43 799       | 97,88        | 44 592      | 97,77       |  |

Pierre Cordeau, docteur-vétérinaire à Châteauneuf-sur-Cher était le suppléant de Maurice Papon.

### Élections de 1973
| Candidat       | Candidat                    | Parti          | Premier tour | Premier tour | Second tour | Second tour |  |
| Candidat       | Candidat                    | Parti          | Voix         | %            | Voix        | %           |  |
| -------------- | --------------------------- | -------------- | ------------ | ------------ | ----------- | ----------- |  |
|                | Maurice Papon sortant réélu | UDR (URP)      | 17 529       | 39,4         | 23 019      | 50,54       |  |
|                | Laurent Bilbeau             | PCF            | 15 649       | 35,18        | 22 529      | 49,46       |  |
|                | Berthe Fiévet               | PS (UGSD)      | 4 229        | 9,51         |             |             |  |
|                | Émile Chassin               | MDSF (MR)      | 3 935        | 8,85         |             |             |  |
|                | Michel Blanchard            | Divers droite  | 1 739        | 3,91         |             |             |  |
|                | Jean-Paul Crouchez          | LO             | 1 405        | 3,16         |             |             |  |
|                |                             |                |              |              |             |             |  |
| Inscrits       | Inscrits                    | Inscrits       | 56 653       | 100,00       | 56 613      | 100,00      |  |
| Abstentions    | Abstentions                 | Abstentions    | 11 122       | 19,63        | 9 611       | 16,98       |  |
| Votants        | Votants                     | Votants        | 45 531       | 80,37        | 47 002      | 83,02       |  |
| Blancs et nuls | Blancs et nuls              | Blancs et nuls | 1 045        | 2,3          | 1 454       | 3,09        |  |
| Exprimés       | Exprimés                    | Exprimés       | 44 486       | 97,7         | 45 548      | 96,91       |  |

Michel Lafay, pharmacien, maire de Sancergues, conseiller général du canton de Sancergues, était le suppléant de Maurice Papon.

### Élections de 1978
| Candidat       | Candidat                    | Parti             | Premier tour | Premier tour | Second tour | Second tour |  |
| Candidat       | Candidat                    | Parti             | Voix         | %            | Voix        | %           |  |
| -------------- | --------------------------- | ----------------- | ------------ | ------------ | ----------- | ----------- |  |
|                | Maurice Papon sortant réélu | RPR               | 22 836       | 46,01        | 26 579      | 51,48       |  |
|                | Laurent Bilbeau             | PCF               | 16 108       | 32,45        | 25 051      | 48,52       |  |
|                | Berthe Fiévet               | PS                | 8 439        | 17           | Retrait     | Retrait     |  |
|                | Odile Quivigier             | LO                | 1 336        | 2,69         |             |             |  |
|                | Lionel Magnier              | Divers écologiste | 915          | 1,84         |             |             |  |
|                |                             |                   |              |              |             |             |  |
| Inscrits       | Inscrits                    | Inscrits          | 60 943       | 100,00       | 60 820      | 100,00      |  |
| Abstentions    | Abstentions                 | Abstentions       | 10 290       | 16,88        | 7 944       | 13,06       |  |
| Votants        | Votants                     | Votants           | 50 653       | 83,12        | 52 876      | 86,94       |  |
| Blancs et nuls | Blancs et nuls              | Blancs et nuls    | 1 019        | 2,01         | 1 246       | 2,36        |  |
| Exprimés       | Exprimés                    | Exprimés          | 49 634       | 97,99        | 51 630      | 97,64       |  |

René Dubreuil, maire du Châtelet-en-Berry, conseiller général du canton du Châtelet, était le suppléant de Maurice Papon. René Dubreuil remplaça Maurice Papon, nommé membre du gouvernement, du 6 mai 1978 au 22 mai 1981.

### Élections de 1981
| Candidat       | Candidat            | Parti             | Premier tour | Premier tour | Second tour | Second tour |  |
| Candidat       | Candidat            | Parti             | Voix         | %            | Voix        | %           |  |
| -------------- | ------------------- | ----------------- | ------------ | ------------ | ----------- | ----------- |  |
|                | Berthe Fiévet élue  | PS                | 12 842       | 29,37        | 27 151      | 56,03       |  |
|                | Serge Vinçon        | RPR (UNM)         | 12 719       | 29,09        | 21 304      | 43,97       |  |
|                | Marguerite Renaudat | PCF               | 9 218        | 21,08        | Retrait     | Retrait     |  |
|                | Pierre Caldi        | Divers droite     | 6 951        | 15,90        |             |             |  |
|                | Danielle Even       | Divers écologiste | 762          | 1,74         |             |             |  |
|                | Jean Bernard        | Divers (GO)       | 579          | 1,32         |             |             |  |
|                | Brigitte Boutes     | Divers écologiste | 334          | 0,76         |             |             |  |
|                | Frédéric Lamouroux  | Extrême gauche    | 323          | 0,74         |             |             |  |
|                |                     |                   |              |              |             |             |  |
| Inscrits       | Inscrits            | Inscrits          | 61 254       | 100,00       | 61 231      | 100,00      |  |
| Abstentions    | Abstentions         | Abstentions       | 16 731       | 27,31        | 11 952      | 19,52       |  |
| Votants        | Votants             | Votants           | 44 523       | 72,69        | 49 279      | 80,48       |  |
| Blancs et nuls | Blancs et nuls      | Blancs et nuls    | 795          | 1,79         | 824         | 1,67        |  |
| Exprimés       | Exprimés            | Exprimés          | 43 728       | 98,21        | 48 455      | 98,33       |  |

Jean-Marie Roux, professeur, conseiller municipal de Saint-Amand-Montrond, était le suppléant de Berthe Fiévet.

### Élections de 1988
| Candidat       | Candidat                   | Parti          | Premier tour | Premier tour | Second tour | Second tour |  |
| Candidat       | Candidat                   | Parti          | Voix         | %            | Voix        | %           |  |
| -------------- | -------------------------- | -------------- | ------------ | ------------ | ----------- | ----------- |  |
|                | Serge Vinçon               | RPR (URC)      | 21 718       | 38,51        | 28 944      | 46,81       |  |
|                | Alain Calmat sortant réélu | app. PS        | 20 716       | 36,74        | 32 895      | 53,19       |  |
|                | Marguerite Renaudat        | PCF            | 9 931        | 17,61        |             |             |  |
|                | Louis Magdelenat           | FN             | 4 024        | 7,14         |             |             |  |
|                |                            |                |              |              |             |             |  |
| Inscrits       | Inscrits                   | Inscrits       | 84 366       | 100,00       | 84 124      | 100,00      |  |
| Abstentions    | Abstentions                | Abstentions    | 26 844       | 31,82        | 20 850      | 24,78       |  |
| Votants        | Votants                    | Votants        | 57 522       | 68,18        | 63 274      | 75,22       |  |
| Blancs et nuls | Blancs et nuls             | Blancs et nuls | 1 133        | 1,97         | 1 435       | 2,27        |  |
| Exprimés       | Exprimés                   | Exprimés       | 56 389       | 98,03        | 61 839      | 97,73       |  |

Denis Durand, directeur d'abattoir, maire de Bengy-sur-Craon, était le suppléant d'Alain Calmat.

### Élections de 1993
| Candidat       | Candidat             | Parti          | Premier tour | Premier tour | Second tour | Second tour |  |
| Candidat       | Candidat             | Parti          | Voix         | %            | Voix        | %           |  |
| -------------- | -------------------- | -------------- | ------------ | ------------ | ----------- | ----------- |  |
|                | Serge Lepeltier élu  | RPR (UPF)      | 19 044       | 34,35        | 30 895      | 55,14       |  |
|                | Alain Calmat sortant | PS (ADFP)      | 11 303       | 20,39        | 25 131      | 44,86       |  |
|                | Jean-Claude Sandrier | PCF            | 7 742        | 13,96        |             |             |  |
|                | François Drougard    | FN             | 5 850        | 10,55        |             |             |  |
|                | Philippe de Bonneval | Divers droite  | 4 208        | 7,59         |             |             |  |
|                | Yves Barrière        | GÉ (EÉ)        | 3 952        | 7,13         |             |             |  |
|                | Michèle Perronnet    | LO             | 1 745        | 3,15         |             |             |  |
|                | Françoise Raduget    | LT-LNÉ         | 1 599        | 2,88         |             |             |  |
|                |                      |                |              |              |             |             |  |
| Inscrits       | Inscrits             | Inscrits       | 84 807       | 100,00       | 84 776      | 100,00      |  |
| Abstentions    | Abstentions          | Abstentions    | 25 990       | 30,65        | 24 585      | 29          |  |
| Votants        | Votants              | Votants        | 58 817       | 69,35        | 60 191      | 71          |  |
| Blancs et nuls | Blancs et nuls       | Blancs et nuls | 3 374        | 5,74         | 4 165       | 6,92        |  |
| Exprimés       | Exprimés             | Exprimés       | 55 443       | 94,26        | 56 026      | 93,08       |  |

Alain Tanton, UDF, avocat, conseiller régional, était le suppléant de Serge Lepeltier.

### Élections de 1997
| Candidat       | Candidat                | Parti          | Premier tour | Premier tour | Second tour | Second tour |  |
| Candidat       | Candidat                | Parti          | Voix         | %            | Voix        | %           |  |
| -------------- | ----------------------- | -------------- | ------------ | ------------ | ----------- | ----------- |  |
|                | Serge Lepeltier sortant | RPR            | 17 615       | 32,36        | 27 008      | 46,12       |  |
|                | Yann Galut élu          | PS             | 13 726       | 25,22        | 31 553      | 53,88       |  |
|                | Rémy Perrot             | PCF            | 8 141        | 14,96        |             |             |  |
|                | François Drougard       | FN             | 6 826        | 12,54        |             |             |  |
|                | Denis Durand            | MDC            | 2 700        | 4,96         |             |             |  |
|                | Colette Cordat          | LO             | 2 261        | 4,15         |             |             |  |
|                | Henri Deffontaines      | LDI (MPF)      | 1 899        | 3,49         |             |             |  |
|                | Gisèle Néron            | Divers droite  | 1 264        | 2,32         |             |             |  |
|                |                         |                |              |              |             |             |  |
| Inscrits       | Inscrits                | Inscrits       | 83 887       | 100,00       | 83 866      | 100,00      |  |
| Abstentions    | Abstentions             | Abstentions    | 25 840       | 30,8         | 21 889      | 26,1        |  |
| Votants        | Votants                 | Votants        | 58 047       | 69,2         | 61 977      | 73,9        |  |
| Blancs et nuls | Blancs et nuls          | Blancs et nuls | 3 615        | 6,23         | 3 416       | 5,51        |  |
| Exprimés       | Exprimés                | Exprimés       | 54 432       | 93,77        | 58 561      | 94,49       |  |

Le suppléant de Yann Galut était Serge Méchin, formateur, maire de Torteron.

### Élections de 2002
| Candidat       | Candidat             | Parti            | Premier tour | Premier tour | Second tour | Second tour |  |
| Candidat       | Candidat             | Parti            | Voix         | %            | Voix        | %           |  |
| -------------- | -------------------- | ---------------- | ------------ | ------------ | ----------- | ----------- |  |
|                | Yann Galut sortant   | PS               | 21 043       | 38,52        | 25 825      | 49,55       |  |
|                | Louis Cosyns élu     | UMP              | 15 529       | 28,42        | 26 295      | 50,45       |  |
|                | Alain Tanton         | UDF              | 7 514        | 13,75        |             |             |  |
|                | Sabine de Villeroche | FN               | 6 088        | 11,14        |             |             |  |
|                | Colette Cordat       | LO               | 1 517        | 2,78         |             |             |  |
|                | Denis Durand         | Pôle républicain | 1 166        | 2,13         |             |             |  |
|                | Guy Lemoine          | CPNT             | 922          | 1,69         |             |             |  |
|                | Erwan Le Mintier     | MNR              | 681          | 1,25         |             |             |  |
|                | Philippe Colin       | Divers           | 175          | 0,32         |             |             |  |
|                |                      |                  |              |              |             |             |  |
| Inscrits       | Inscrits             | Inscrits         | 85 526       | 100,00       | 85 521      | 100,00      |  |
| Abstentions    | Abstentions          | Abstentions      | 29 503       | 34,5         | 31 474      | 36,8        |  |
| Votants        | Votants              | Votants          | 56 023       | 65,5         | 54 047      | 63,2        |  |
| Blancs et nuls | Blancs et nuls       | Blancs et nuls   | 1 388        | 2,48         | 1 927       | 3,57        |  |
| Exprimés       | Exprimés             | Exprimés         | 54 635       | 97,52        | 52 120      | 96,43       |  |

Le suppléant de Louis Cosyns était Roland Chamiot, cadre technique d'EDF-GDF, maire de Bourges (2004-2005), conseiller général du canton de Bourges-3.

### Élections de 2007
| Candidat       | Candidat                   | Parti             | Premier tour | Premier tour | Second tour | Second tour |  |
| Candidat       | Candidat                   | Parti             | Voix         | %            | Voix        | %           |  |
| -------------- | -------------------------- | ----------------- | ------------ | ------------ | ----------- | ----------- |  |
|                | Louis Cosyns sortant réélu | UMP               | 21 706       | 41,39        | 26 839      | 50,96       |  |
|                | Yann Galut                 | PS                | 16 289       | 31,06        | 25 824      | 49,04       |  |
|                | Michel Mrozek              | UDF–MoDem         | 4 493        | 8,57         |             |             |  |
|                | Sabine de Villeroche       | FN                | 2 770        | 5,28         |             |             |  |
|                | Éliane Pessel              | MRC               | 1 403        | 2,68         |             |             |  |
|                | Marie-Pierre Régnault      | LCR               | 1 215        | 2,32         |             |             |  |
|                | Joël Crotte                | Les Verts         | 1 092        | 2,08         |             |             |  |
|                | Guy Lemoine                | CPNT              | 855          | 1,63         |             |             |  |
|                | Colette Cordat             | LO                | 825          | 1,57         |             |             |  |
|                | Blanche de Ridder          | MPF               | 811          | 1,55         |             |             |  |
|                | Jean-Luc Julien            | SÉGA              | 732          | 1,4          |             |             |  |
|                | Hugues Toussaint           | Divers écologiste | 249          | 0,47         |             |             |  |
|                |                            |                   |              |              |             |             |  |
| Inscrits       | Inscrits                   | Inscrits          | 87 463       | 100,00       | 87 452      | 100,00      |  |
| Abstentions    | Abstentions                | Abstentions       | 33 715       | 38,55        | 32 771      | 37,47       |  |
| Votants        | Votants                    | Votants           | 53 748       | 61,45        | 54 681      | 62,53       |  |
| Blancs et nuls | Blancs et nuls             | Blancs et nuls    | 1 308        | 2,43         | 2 018       | 3,69        |  |
| Exprimés       | Exprimés                   | Exprimés          | 52 440       | 97,57        | 52 663      | 96,31       |  |

Le suppléant de Louis Cosyns était Roland Chamiot.

### Élections de 2012
| Candidat       | Candidat             | Parti          | Premier tour | Premier tour | Second tour | Second tour |  |
| Candidat       | Candidat             | Parti          | Voix         | %            | Voix        | %           |  |
| -------------- | -------------------- | -------------- | ------------ | ------------ | ----------- | ----------- |  |
|                | Yann Galut élu       | PS             | 19 979       | 38,83        | 27 646      | 55,46       |  |
|                | Louis Cosyns sortant | UMP            | 15 380       | 29,89        | 22 204      | 44,54       |  |
|                | Erwan Le Mintier     | RBM (FN)       | 7 962        | 15,47        |             |             |  |
|                | Nadine Mechin        | FG (PCF) (PG)  | 3 825        | 7,43         |             |             |  |
|                | Michel Mrozek        | CpF (MoDem)    | 2 040        | 3,96         |             |             |  |
|                | Jorge Roig           | EÉLV (MÉI)     | 1 293        | 2,51         |             |             |  |
|                | Mireille Maury       | DLR            | 662          | 1,29         |             |             |  |
|                | Éric Bellet          | LO             | 313          | 0,61         |             |             |  |
|                |                      |                |              |              |             |             |  |
| Inscrits       | Inscrits             | Inscrits       | 87 187       | 100,00       | 87 097      | 100,00      |  |
| Abstentions    | Abstentions          | Abstentions    | 34 727       | 39,83        | 34 879      | 40,05       |  |
| Votants        | Votants              | Votants        | 52 460       | 60,17        | 52 218      | 59,95       |  |
| Blancs et nuls | Blancs et nuls       | Blancs et nuls | 1 006        | 1,92         | 2 368       | 4,53        |  |
| Exprimés       | Exprimés             | Exprimés       | 51 454       | 98,08        | 49 850      | 95,47       |  |

La suppléante de Yann Galut était Janine Bernardet, conseillère générale du canton de Lignières.

### Élections de 2017
|                                                                       |                                                      |                           |                           |                          |                          |
|                                                                       |                                                      | Premier tour 11 juin 2017 | Premier tour 11 juin 2017 | Second tour 18 juin 2017 | Second tour 18 juin 2017 |
|                                                                       |                                                      |                           |                           |                          |                          |
|                                                                       |                                                      | Nombre                    | % des inscrits            | Nombre                   | % des inscrits           |
| Inscrits                                                              | Inscrits                                             | 86 181                    | 100,00                    | 86 156                   | 100,00                   |
| Abstentions                                                           | Abstentions                                          | 42 957                    | 49,85                     | 46 889                   | 54,42                    |
| Votants                                                               | Votants                                              | 43 224                    | 50,15                     | 39 267                   | 45,58                    |
|                                                                       |                                                      |                           | % des votants             |                          | % des votants            |
| Bulletins blancs                                                      | Bulletins blancs                                     | 1 056                     | 2,44                      | 3 061                    | 7,80                     |
| Bulletins nuls                                                        | Bulletins nuls                                       | 340                       | 0,79                      | 1 296                    | 3,30                     |
| Suffrages exprimés                                                    | Suffrages exprimés                                   | 41 828                    | 96,77                     | 34 910                   | 88,90                    |
|                                                                       |                                                      |                           |                           |                          |                          |
| Candidat Étiquette politique (partis et alliances)                    | Candidat Étiquette politique (partis et alliances)   | Voix                      | % des exprimés            | Voix                     | % des exprimés           |
|                                                                       |                                                      |                           |                           |                          |                          |
|                                                                       | Loïc Kervran La République en marche                 | 13 703                    | 32,76                     | 17 775                   | 50,92                    |
|                                                                       | Yann Galut (député sortant) Parti socialiste         | 8 120                     | 19,41                     | 17 135                   | 49,08                    |
|                                                                       | Jordan Le Goïc Front national                        | 6 534                     | 15,62                     |                          |                          |
|                                                                       | Jean Riffet La France insoumise                      | 4 140                     | 9,90                      |                          |                          |
|                                                                       | Olivier Beatrix Union des démocrates et indépendants | 3 504                     | 8,38                      |                          |                          |
|                                                                       | Magali Bessard Parti communiste français             | 1 392                     | 3,33                      |                          |                          |
|                                                                       | Samuel Vaisson Divers                                | 1 358                     | 3,25                      |                          |                          |
|                                                                       | Éric Thévenin Debout la France                       | 1 222                     | 2,92                      |                          |                          |
|                                                                       | Catherine Menguy Europe Écologie Les Verts           | 954                       | 2,28                      |                          |                          |
|                                                                       | Alain Rodric Divers (Union populaire républicaine)   | 466                       | 1,11                      |                          |                          |
|                                                                       | Éric Bellet Lutte ouvrière                           | 267                       | 0,64                      |                          |                          |
|                                                                       | Louis Cosyns Les Républicains                        | 168                       | 0,40                      |                          |                          |
| Source : Ministère de l'Intérieur - Troisième circonscription du Cher |                                                      |                           |                           |                          |                          |

La suppléante de Loïc Kervran était Élisabeth Pol, retraitée, de Bourges.
Louis Cosyns s'est retiré de la campagne, à la suite d'un accident survenu le 26 mai 2017.

### Élections de 2022
| Résultats des élections législatives des 12 et 19 juin 2022 de la 3e circonscription du Cher |                                 |                          |                          |              |              |             |             |
| Candidat                                                                                     | Candidat                        | Parti et coalition       | Nuance                   | Premier tour | Premier tour | Second tour | Second tour |
| Candidat                                                                                     | Candidat                        | Parti et coalition       | Nuance                   | Voix         | %            | Voix        | %           |
|                                                                                              | Loïc Kervran                    | Horizons (ENS)           | ENS                      | 13 299       | 32,60        | 20 435      | 54,93       |
|                                                                                              | Thibaut de La Tocnaye           | RN                       | RN                       | 11 226       | 27,52        | 16 767      | 45,07       |
|                                                                                              | Alienor Garcia-Bosch-de Morales | LFI (NUPES)              | NUP                      | 8 901        | 21,82        |             |             |
|                                                                                              | Bénédicte de Choulot            | LR (UDC)                 | LR                       | 3 171        | 7,77         |             |             |
|                                                                                              | Nathalie Marteel                | REC                      | REC                      | 1 717        | 4,21         |             |             |
|                                                                                              | Frédéric Dumay                  | DLF (UPF)                | DSV                      | 924          | 2,27         |             |             |
|                                                                                              | Karine Tissier                  | PA                       | ECO                      | 792          | 1,94         |             |             |
|                                                                                              | Éric Bellet                     | LO                       | DXG                      | 759          | 1,86         |             |             |
| Votes valides                                                                                | Votes valides                   | Votes valides            | Votes valides            | 40 789       | 96,90        | 37 202      | 91,49       |
| Votes blancs                                                                                 | Votes blancs                    | Votes blancs             | Votes blancs             | 968          | 2,30         | 2 686       | 6,61        |
| Votes nuls                                                                                   | Votes nuls                      | Votes nuls               | Votes nuls               | 339          | 0,81         | 776         | 1,91        |
| Total                                                                                        | Total                           | Total                    | Total                    | 42 096       | 100          | 40 664      | 100         |
| Abstention                                                                                   | Abstention                      | Abstention               | Abstention               | 42 423       | 50,19        | 43 839      | 51,88       |
| Inscrits / participation                                                                     | Inscrits / participation        | Inscrits / participation | Inscrits / participation | 84 519       | 49,81        | 84 503      | 48,12       |

La suppléante de Loïc Kervran était Nora Viviani, infirmière à Bourges.

### Élections de 2024
| Candidat                 | Candidat                   | Parti et coalition       | Nuance                   | Premier tour | Premier tour | Second tour | Second tour |
| Candidat                 | Candidat                   | Parti et coalition       | Nuance                   | Voix         | %            | Voix        | %           |
| ------------------------ | -------------------------- | ------------------------ | ------------------------ | ------------ | ------------ | ----------- | ----------- |
|                          | Pierre Gentillet           | RN                       | RN                       | 23 501       | 43,15        | 25 596      | 47,25       |
|                          | Loïc Kervran sortant réélu | HOR (ENS)                | ENS                      | 16 991       | 31,20        | 28 581      | 52,75       |
|                          | Emma Moreira               | LFI (NFP)                | UG                       | 9 334        | 17,14        |             |             |
|                          | Bénédicte de Choulot       | LR                       | LR                       | 3 178        | 5,84         |             |             |
|                          | Éric Lougnon               | REC                      | REC                      | 599          | 1,10         |             |             |
|                          | Éric Bellet                | LO                       | EXG                      | 568          | 1,04         |             |             |
|                          | Christa Chartier           | DLF                      | DSV                      | 290          | 0,53         |             |             |
|                          |                            |                          |                          |              |              |             |             |
| Votes valides            | Votes valides              | Votes valides            | Votes valides            | 54 461       | 97,03        | 54 180      | 95,59       |
| Votes blancs             | Votes blancs               | Votes blancs             | Votes blancs             | 1 215        | 2,16         | 1 883       | 3,32        |
| Votes nuls               | Votes nuls                 | Votes nuls               | Votes nuls               | 450          | 0,80         | 619         | 1,09        |
| Total                    | Total                      | Total                    | Total                    | 56 126       | 100          | 56 682      | 100         |
| Abstention               | Abstention                 | Abstention               | Abstention               | 27 519       | 32,90        | 26 984      | 32,25       |
| Inscrits / participation | Inscrits / participation   | Inscrits / participation | Inscrits / participation | 83 645       | 67,10        | 83 666      | 67,75       |

Le suppléant de Loïc Kervran est Emmanuel Riotte, maire LR de Saint-Amand-Montrond.

#### Département du Cher
- La fiche de l'INSEE de cette circonscription : « Tableaux et Analyses de la troisième circonscription du Cher », sur insee.fr, site de l'Institut National de la Statistique et des Études Économiques (consulté le 21 février 2009) [PDF]
- « Tous les députés du département du Cher depuis 1789 » [archive du 30 septembre 2007], sur assemblee-nationale.fr, site de l'Assemblée nationale française (consulté le 21 février 2009)
- « Informations contentieuses sur le département du Cher (Élections législatives de 2002) »(Archive.org • Wikiwix • Archive.is • Google • Que faire ?), sur conseil-constitutionnel.fr, site du Conseil constitutionnel (consulté le 21 février 2009)

#### Circonscriptions en France
- « Carte des circonscriptions législatives en France », sur assemblee-nationale.fr, site de l'Assemblée nationale française (consulté le 21 février 2009)
- « Résultats électoraux officiels en France »(Archive.org • Wikiwix • Archive.is • Google • Que faire ?), sur interieur.gouv.fr, site du ministère de l'Intérieur (France) (consulté le 21 février 2009)
- Description et Atlas des circonscriptions électorales de France sur http://www.atlaspol.com, Atlaspol, site de cartographie géopolitique, consulté le 13 juin 2007.